# Nann Peter Mungard
Nann Peter Mungard (* 30. Juni 1849 in Keitum, Herzogtum Schleswig, Dänemark; † 30. Juli 1935 in Møgeltønder, Dänemark) war ein deutscher Forscher der Nordfriesischen Sprache.

## Leben
Nann Mungard fuhr zunächst zur See und brachte es bis zum Kapitän, bevor er sich als Landwirt in Keitum auf Sylt niederließ und zum Wegbereiter bei der Heidekultivierung auf der Insel wurde.
Als Jugendlicher und auf seinen Reisen hatte Mungard mehrere Sprachen erlernt, darunter Japanisch, fühlte sich aber der friesischen Sprache und Kultur besonders verbunden. Von 1903 bis 1913 organisierte er insgesamt fünf „Friesenfeste“, Zusammenkünfte von Sylter, Föhrer und Amrumer Friesen zum Austausch über die besonderen Belange ihrer Kultur, die er als bedroht ansah.
1909 veröffentlichte Nann Peter Mungard ein Wörterbuch der Sylter Sprache, „For Sölring Spraak en Wiis“. Er wurde Ehrenmitglied der westfriesischen Sprach- und Literaturgesellschaft und von dieser ermuntert, ein Nordfriesisches Wörterbuch zu erstellen. Der erste Teil war zwar 1913 fertiggestellt, erschien jedoch erst posthum 1974. Auch sein Schullesebuch auf Sylter Friesisch blieb zunächst unveröffentlicht.
Bei der Volksabstimmung in Schleswig 1920 setzte Mungard sich für den Anschluss an Dänemark ein, da er den Schutz der friesischen Kultur in einem kleinen Staat eher gewahrt sah als im großen Deutschland. Nann Peter Mungard wurde dafür heftigst kritisiert und als Landesverräter geschmäht. Als die Ablehnung in Hass umschlug und beim Biikebrennen Strohpuppen mit seinem Namen verbrannt wurden, verließ er Sylt und lebte bis zu seinem Tod in Dänemark.
1921 brannte auch sein Hof ab. Obwohl ein Zusammenhang nicht nachzuweisen war, lag der Verdacht nah.
Nann Peter Mungard war der Vater des Dichters Jens Emil Mungard.